# Cable modem

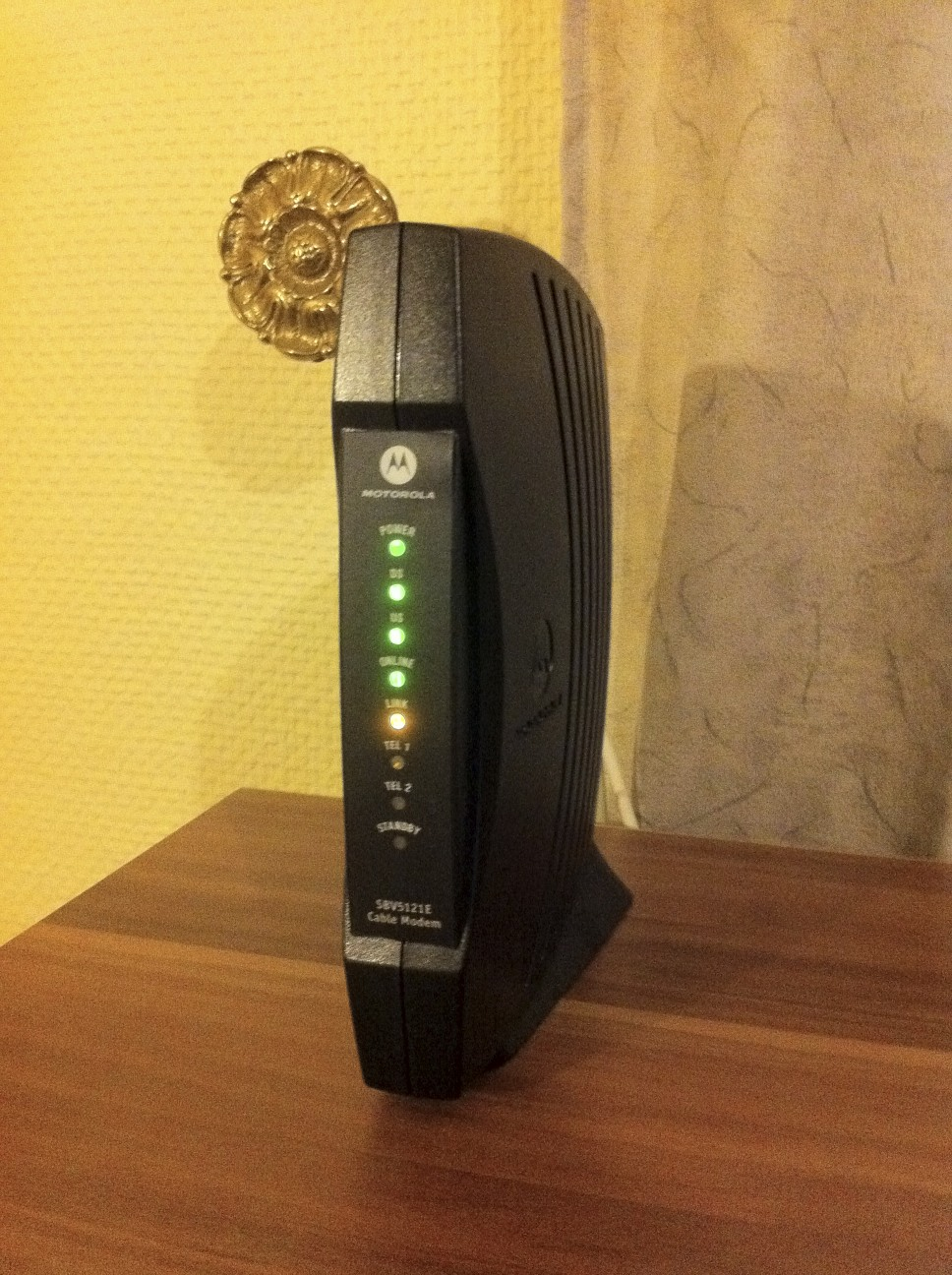
Exemplo de um modem a cabo em funcionamento.

Cable Modem ou modem a cabo utiliza as redes de transmissão de TV por cabo convencionais (chamadas de televisão a cabo - Community Antenna Television) para transmitir dados em velocidades que variam de 70 Kbps a 1 Gbps, fazendo uso da porção de banda não utilizada pela TV a cabo. Pesquisas americanas mostraram que, entre 2004 e 2005, houve um aumento de 29% no número de usuários de Internet via cabo.
Utiliza uma topologia de rede partilhada, onde todos os utilizadores partilham a mesma largura de banda.
Para este tipo de acesso à internet utiliza-se um cabo coaxial e um modem. O computador do usuário deve estar equipado com placa de rede Ethernet. Nela, conecta-se um cabo par-trançado (UTP). A outra extremidade deste cabo deve ser ligada ao modem. Ao modem, também é conectado o cabo coaxial da TV, que servirá para conectar o usuário à Internet.
Outra forma de conexão é através de um conector USB, cujo modem de rede conecta-se ao computador através de um cabo.
Há, atualmente, quatro normas aplicáveis à transmissão de dados via cabo:
- DOCSIS 1.0/EuroDOCSIS 1.0
- DOCSIS 1.1/EuroDOCSIS 1.1
- DOCSIS 2.0/EuroDOCSIS 2.0
- DOCSIS 3.0/EuroDOCSIS 3.0

A diferença entre DOCSIS/EuroDOCSIS prende-se com a forma como se utiliza o espectro de frequências no cabo, estando a norma EuroDOCSIS mais vocacionada para o mercado europeu. A norma DOCSIS foi no entanto a primeira a ser desenvolvida.
As normas DOCSIS 1.0 e 1.1 são atualmente as mais utilizadas. A norma DOCSIS 2.0 exige alterações importantes nos equipamentos do ISP e como tal está a mostrar mais resistência na sua adaptação. A norma DOCSIS 3.0 exige também alterações nos equipamentos dos ISP's e normalmente a troca de modems de clientes, para sua utilização.
Mais recentemente foi desenvolvida a norma PacketCable (e a correspondente EuroPacketCable) que define a forma como se pode implementar telefone no cabo. Atualmente no Brasil, a NET em parceria com a Embratel utiliza a tecnologia no seu serviço NET Fone, entre outras empresas. Estão também a ser desenvolvidas novas normas para Vídeo Sob Demanda, Interatividade e Televisão Digital.
No Brasil, as duas maiores companhias de TV a cabo, NET e Vivo TV, disponibilizam o serviço, que requer do usuário um modem apropriado. Esta modalidade de conexão à internet possui, no Brasil, cerca de 9 milhões de acessos instalados.
Em Portugal, todas as companhias de TV por cabo disponibilizam internet por cabo: TVCabo, Cabovisão, Bragatel, TVTEL, Pluricanal. A norma DOCSIS/EuroDOCSIS 3.0 permite aumentos consideráveis de até 1 Gbps na direção de downlink, sendo que também é possivel o "bonding" de links, ou seja: a possibilidade de unir vários modems em um mesmo local em vários circuitos em um unico computador ou roteador, fazendo com que todos juntos tenham uma única velocidade maior em balancing ou multilink.